# 2025 у кіно
«2025 у кіно» — огляд подій, що відбулися у 2025 році у кінематографі, у тому числі найкасовіші фільми, церемонії нагородження, фестивалі, а також список фільмів, що вийшли, та список померлих діячів у кіно.
Shochiku та Gaumont святкуватимуть 130-річчя, Republic Pictures та 20th Century Studios — 90-річчя, а Studio Ghibli — 40-річчя. 
Перший музичний фільм Metro-Goldwyn-Mayer «Бродвейська мелодія» (1929), відомий тим, що став першим звуковим фільмом, який отримав премію «Оскар» за найкращий фільм, цього року стає суспільним надбанням.
100 років відзначатиме український фільм «Укразія». 95-річчя святкуватимуть перший український звуковий фільм «Ентузіязм: Симфонія Донбасу» та фільм «Земля» Олександра Довженка.

## Найкасовіші фільми
| Рейтинг | Назва українською                    | Оригінальна назва                       | Дистр.                   | Світові збори  |
| ------- | ------------------------------------ | --------------------------------------- | ------------------------ | -------------- |
| 1       | Нечжа 2                              | Ne zha zhi mo tong nao hai / Ne Zha 2   | Beijing Enlight Pictures | $2,129,784,926 |
| 2       | Ліло і Стіч                          | Lilo & Stitch                           | Disney                   | $1,018,879,161 |
| 3       | Minecraft: Фільм                     | A Minecraft Movie                       | Warner Bros.             | $955,149,195   |
| 4       | Світ юрського періоду: Відродження   | Jurassic World: Rebirth                 | Universal                | $725,730,541   |
| 5       | Як приборкати дракона                | How to train your dragon                | Universal                | $607,560,730   |
| 6       | Місія неможлива: Фінальна розплата   | Mission Impossible: The Final Reckoning | Paramount                | $592,187,279   |
| 7       | Супермен                             | Superman                                | Warner Bros.             | $513,578,442   |
| 8       | F1                                   | F1:The Movie                            | Warner Bros.             | $513,410,299   |
| 9       | Детектив з Чайнатауна: 1900          | Táng Tàn 1900                           | Wanda Pictures           | $503,214,752   |
| 10      | Капітан Америка: Чудесний новий світ | Captain America: Brave New World        | Disney                   | $415,101,577   |

## Події

### Церемонії нагородження
| Дата      | Подія | Премія                                               | Організатор                                                          | Локація                                               | Дж.    |
| --------- | --- | ---------------------------------------------------- | -------------------------------------------------------------------- | ----------------------------------------------------- | ------ |
| 5 січня   | Золотий глобус (82-га церемонія вручення)                                                                                | Золотий глобус                                       | Золотий глобус                                                       | Беверлі-Гіллз, Каліфорнія, США                        | [ 3 ]  |
| 9 січня   | Премія Національної спілки кінематографістів України імені Сергія Параджанова серед професійних дебютів (1-ша церемонія) | Премія Національної спілки кінематографістів України | Національна спілка кінематографістів України                         | Київ, Україна                                         | [ 4 ]  |
| 18 січня  | Ґауді (17-та премія) | Ґауді                                                | Каталонська кіноакадемія                                             | Барселона, Каталонія, Іспанія                         | [ 5 ]  |
| 20 січня  | Премія «Люм'єр» (30-та церемонія)                                                                                        | Люм'єр                                               | Академія Люм'єрів                                                    | Париж, Франція                                        | [ 6 ]  |
| 25 січня  | Премія Фероз (12-та церемонія)                                                                                           | Фероз                                                | Асоціація кінокритиків Іспанії                                       | Понтеведра, Галісія, Іспанія                          | [ 7 ]  |
| 1 лютого  | Премія «Кармен» (4-та премія)                                                                                            | Кармен                                               | Андалузька кіноакадемія                                              | Кордова, Андалусія, Іспанія                           | [ 8 ]  |
| 2 лютого  | Премія «Сатурн» (52-га церемонія)                                                                                        | Сатурн                                               | Академія наукової фантастики, фентезі та фільмів жахів               | Юніверсал-Сіті, Каліфорнія, США                       | [ 9 ]  |
| 7 лютого  | Кінопремія «Вибір критиків» (30-та церемонія)                                                                            | Вибір критиків                                       | Асоціація телекінокритиків                                           | Санта-Моніка, Каліфорнія, США                         | [ 10 ] |
| 7 лютого  | Премія «AACTA» (14-та церемонія)                                                                                         | AACTA                                                | Австралійська академія кіно і телебачення                            | Голд-Кост, Квінсленд, Австралія                       | [ 11 ] |
| 7 лютого  | Міжнародна премія «AACTA» (14-та церемонія)                                                                              | AACTA                                                | Австралійська академія кіно і телебачення                            | Голд-Кост, Квінсленд, Австралія                       | [ 11 ] |
| 8 лютого  | Премія американської гільдії продюсерів (36-та церемонія)                                                                | Премія Гільдії продюсерів США                        | Американська гільдія продюсерів                                      | Лос Анджелес, Каліфорнія, США                         | [ 12 ] |
| 8 лютого  | Премія «Гоя» (39-та церемонія)                                                                                           | Гоя                                                  | Академія кінематографічних мистецтв і наук Іспанії                   | Гранада, Андалусія, Іспанія                           | [ 13 ] |
| 8 лютого  | Премія «Енні» (52-га церемонія)                                                                                          | Енні                                                 | Міжнародна асоціація анімаційного кіно-Голлівуд                      | Лос Анджелес, Каліфорнія, США                         | [ 14 ] |
| 8 лютого  | Премія Гільдії режисерів Америки (77-ма церемонія)                                                                       | Премія Гільдії режисерів Америки                     | Гільдія режисерів Америки                                            | Беверлі-Гіллз, Каліфорнія, США                        | [ 15 ] |
| 15 лютого | Премія Гільдії сценаристів Америки (77-ма церемонія)                                                                     | Премія Гільдії сценаристів Америки                   | Гільдія сценаристів Америки, Схід Гільдія сценаристів Америки, Захід | Нью-Йорк, Нью-Йорк, США Лос Анджелес, Каліфорнія, США | [ 16 ] |
| 16 лютого | Премія БАФТА у кіно (78-ма церемонія вручення)                                                                           | БАФТА                                                | Британська академія телебачення та кіномистецтва                     | Лондон, Англія, СК                                    | [ 17 ] |
| 22 лютого | Премія «Магрітт» (14-та церемонія)                                                                                       | Магрітт                                              | Академія Андре Дельво                                                | Іксель, Брюселль, Бельгія                             | [ 18 ] |
| 23 лютого | Премія Гільдії кіноакторів (31-ша церемонія)                                                                             | Премія Гільдії кіноакторів                           | Гільдія кіноакторів США (SAG-AFTRA)                                  | Лос Анджелес, Каліфорнія, США                         | [ 19 ] |
| 1 березня | Премія «Золота малина» (45-та церемонія)                                                                                 | Золота малина                                        | Фонд «Золота малина»                                                 | Лос Анджелес, Каліфорнія, США                         | [ 20 ] |
| 2 березня | Оскар (97-ма церемонія вручення)                                                                                         | Оскар                                                | Академія кінематографічних мистецтв і наук                           | Лос Анджелес, Каліфорнія, США                         | [ 21 ] |

### Кінофестивалі
| Дата                    | Подія                                                                   | Фестиваль                                                                  | Локація                        | Дж.    |
| ----------------------- | ----------------------------------------------------------------------- | -------------------------------------------------------------------------- | ------------------------------ | ------ |
| 23 січня — 2 лютого     | Кінофестиваль «Санденс» 2025                                            | Кінофестиваль «Санденс»                                                    | Парк-Сіті, Юта, США            | [ 22 ] |
| 30 січня — 9 лютого     | 54-й Роттердамський міжнародний кінофестиваль                           | Роттердамський міжнародний кінофестиваль                                   | Роттердам, Нідерланди          | [ 23 ] |
| 4 — 15 лютого           | 40-й Міжнародний кінофестиваль в Санта-Барбарі                          | Міжнародний кінофестиваль в Санта-Барбарі                                  | Санта-Барбара, Каліфорнія, США | [ 24 ] |
| 13 — 23 лютого          | 75-й Берлінський міжнародний кінофестиваль                              | Берлінський міжнародний кінофестиваль                                      | Берлін, Німеччина              | [ 25 ] |
| 25 лютого ― 2 березня   | 2-й український фестиваль воєнної документалістики «Cinema for Victory» | Кінофестиваль «Cinema for Victory»                                         | Київ, Україна                  | [ 26 ] |
| 18 — 25 квітня          | Фестиваль ЛҐБТКІА+ кіно SUNNY BUNNY-2025                                | Фестиваль ЛҐБТКІА+ кіно SUNNY BUNNY                                        | Київ, Україна                  | [ 27 ] |
| 13 — 24 травня          | Каннський кінофестиваль 2025                                            | Каннський кінофестиваль                                                    | Канни, Франція                 | [ 28 ] |
| 15 — 19 травня          | 16-й міжнародний фестиваль короткометражних фільмів Wiz-Art             | Міжнародний фестиваль короткометражних фільмів Wiz-Art                     | Львів, Україна                 | [ 29 ] |
| 15 — 25 травня          | 51-й Міжнародний кінофестиваль у Сіетлі                                 | Міжнародний кінофестиваль у Сіетлі                                         | Сіетл, США                     | [ 30 ] |
| 23 — 25 травня          | 2-й Феміністичний кінофестиваль «Гаккебуш»                              | Феміністичний кінофестиваль «Гаккебуш»                                     | Київ, Україна                  | [ 31 ] |
| 30 травня — 8 червня    | 12-й Чілдрен Кінофест                                                   | Чілдрен Кінофест                                                           | Київ, Україна                  | [ 32 ] |
| 4 — 15 червня           | Фестиваль Трайбека 2025                                                 | Фестиваль Трайбека                                                         | Нью-Йорк, США                  | [ 33 ] |
| 6 — 13 червня           | XXІІ Міжнародний фестиваль Docudays UA                                  | Міжнародний кінофестиваль документального кіно про права людини «Докудейз» | Київ, Україна                  | [ 34 ] |
| 14 — 21 червня          | Миколайчук OPEN 2025                                                    | Миколайчук OPEN                                                            | Чернівці, Україна              | [ 35 ] |
| 7 — 24 серпня           | Міжнародний кінофестиваль у Мельбурні 2025                              | Міжнародний кінофестиваль у Мельбурні                                      | Мельбурн, Вікторія, Австралія  | [ 36 ] |
| 14 — 20 серпня          | 78-й Единбурзький міжнародний кінофестиваль                             | Единбурзький міжнародний кінофестиваль                                     | Единбург, Велика Британія      | [ 37 ] |
| 27 серпня — 6 вересня   | 82-й Венеційський кінофестиваль                                         | Венеційський кінофестиваль                                                 | Венеція, Італія                | [ 38 ] |
| 28 серпня — 1 вересня   | 52- й Кінофестиваль Тельюрайд                                           | Кінофестиваль Тельюрайд                                                    | Тельюрайд, Колорадо, США       | [ 39 ] |
| 4 — 14 вересня          | Міжнародний кінофестиваль у Торонто 2025                                | Міжнародний кінофестиваль у Торонто                                        | Торонто, Канада                | [ 40 ] |
| 11 — 17 вересня         | 14-й Київський міжнародний кінофестиваль короткометражних фільмів       | Київський міжнародний фестиваль короткометражних фільмів                   | Київ, Україна                  | [ 41 ] |
| 1 — 5 жовтня            | LINOLEUM 2025                                                           | Фестиваль актуальної анімації та медіа-мистецтва LINOLEUM                  | Київ, Україна                  | [ 42 ] |
| 8 — 19 жовтня           | BFI Лондонський кінофестиваль 2025                                      | BFI Лондонський кінофестиваль                                              | Лондон, Велика Британія        | [ 43 ] |
| 15 — 26 жовтня          | 61-й Міжнародний кінофестиваль у Чикаго                                 | Міжнародний кінофестиваль у Чикаго                                         | Чикаго, США                    | [ 44 ] |
| 25 жовтня — 2 листопада | 54-й Київський міжнародний кінофестиваль «Молодість»                    | Київський міжнародний кінофестиваль «Молодість»                            | Київ, Україна                  | [ 45 ] |
| 26 жовтня — 1 листопада | Бардак IX                                                               | Бардак. Фестиваль короткометражного незалежного українського кіно          | Харків, Україна                | [ 46 ] |
| 6 — 16 листопада        | 70-й Коркський міжнародний кінофестиваль                                | Коркський міжнародний кінофестиваль                                        | Корк, Ірландія                 | [ 47 ] |